# Вициан, Вера
Вера Вициан (венг. Vera Viczián; род. 28 сентября 1972, Будапешт) — венгерская лыжница, участница Олимпийских игр в Ванкувере.

## Карьера
В Кубке мира Вициан никогда не выступала. Имеет на своем счету ряд стартов в рамках Альпийского Кубка, Славянского Кубка и Балканского Кубка, лучший её результат  в этих гонках 4-е места в гонках на 5 и 10 км свободным стилем, в рамках Балканского Кубка.
На Олимпиаде-2010 в Ванкувере была 74-й в гонке на 10 км свободным стилем.
За свою карьеру принимала участие в двух чемпионатах мира, лучший результат - 75-е место в спринте на чемпионате мира 2011 года.